# Covetes de Sant Joan
Les Covetes de Sant Joan o Covetes de Sant Joan del Mercat, o Covetes del Mercat són unes llotgetes o buits semisoterranis oberts al peu de la terrassa instal·lada en la façana barroca de l'església dels Sants Joans, enfront de la Llotja de la Seda, construïts entre 1700 i 1702 per Lleonard-Juli Capuz, al districte de Ciutat Vella, en els que antany s'ubicaven botiguetes que foren utilitzades fins als anys seixanta del segle xx.
Estan declarades com a Bé d'Interés Cultural des de l'any 1945, idèntica protecció patrimonial que la mateixa església.

## Història
Van ser concebudes perquè deixaren beneficis per a la parròquia, essent un lloc de gran importància social i comercial quan els artesans eren un referent de venda, formant part de la idiosincràsia de la ciutat. A mitjan segle xviii les covetes van passar a mans privades, l'any 2014 algunes pertanyien a l'església i altres a entitats bancàries o particulars. Des de fa temps estan en estat d'abandonament i molt degradades, tancades i sense ús.

## Propostes de futur
Diverses han estat les idees per rehabilitar-les i recuperar-les. L'aparellador de la parròquia dels Sants Joans, Manuel Galarza, proposava l'any 2011 l'expropiació dels locals així com la posada en marxa d'un projecte de recuperació, que passara o bé per recuperar i restaurar les covetes utilitzant-les com a comerços o com a oficina d'informació, o bé com a finestres de ventilació per a l'estructura. També proposava usar la terrassa de la façana de l'església com escenari per a actes religiosos o concerts.
A octubre de 2019 es crea l'associació «Recuperem les Covetes», tenint com a principals motius la busca del total de propietaris de les covetes (totes en mans privades) i la recuperació i rehabilitació d'aquests espais. El projecte Confluència 4600, aprovat per l'ajuntament de València, farà que siguen més accessibles recuperant la cota original.